# Torrecilla en Cameros
Torrecilla en Cameros est une commune de la communauté autonome de La Rioja, en Espagne.